# Гуђеној-Дигон (Болцано)
Гуђеној-Дигон је насеље у Италији у округу Болцано, региону Трентино-Јужни Тирол.
Према процени из 2011. у насељу је живело 106 становника. Насеље се налази на надморској висини од 1203 м.